# Jannik Wanner
Jannik Ikendo Wanner (* 20. Dezember 1999 in Port-au-Prince, Haiti) ist ein deutscher Fußballspieler.

## Karriere
Wanner begann seine Karriere beim SV Amtzell. Zur Saison 2015/16 wechselte er zum SV Weingarten. Zur Saison 2017/18 kam er in die Jugend des FV Ravensburg. Zur Saison 2018/19 wechselte er zum siebtklassigen TSV Berg, mit dem er zu Saisonende in die sechste Liga aufstieg. Für Berg absolvierte er in der Saison 2019/20 dann insgesamt 24 Spiele in der Verbandsliga, in denen er dreimal traf.
Zur Saison 2020/21 wechselte Wanner zum österreichischen Regionalligisten Schwarz-Weiß Bregenz. Für Bregenz erzielte er drei Tore bei acht Einsätzen in der Eliteliga, ehe die Saison COVID-bedingt abgebrochen wurde. Zur Saison 2021/22 kehrte der Angreifer dann wieder nach Deutschland zu Berg zurück. Im Januar 2022 schloss er sich dem Regionalligisten FV Illertissen an. Für Illertissen spielte er 44 Mal in der bayrischen Regionalliga und traf dabei dreimal.
Zur Saison 2023/24 kehrte er zu SW Bregenz zurück, das mittlerweile in die 2. Liga aufgestiegen war. Sein Debüt in der 2. Liga gab Wanner im Juli 2023, als er am ersten Spieltag der Saison 2023/24 gegen den First Vienna FC in der Startelf stand. Beim 2:0-Sieg der Bregenzer erzielte er auch direkt sein erstes Zweitligator. Bis Saisonende absolvierte er alle 30 Zweitligaspiele für Bregenz und erzielte dabei fünf Tore.
Zur Saison 2024/25 wechselte er innerhalb der Liga zum SKU Amstetten. Für Amstetten absolvierte er ebenfalls alle 30 Zweitligapartien, in denen er neunmal traf. Zur Saison 2025/26 wechselte er nach Schottland zum Erstligisten FC Livingston.

## Persönliches
Er stammt aus Haiti und wurde im Alter von zwei Jahren von der deutschen Familie Wanner adoptiert. Sein Cousin Paul Wanner (* 2005) ist ebenfalls Fußballspieler.